# Martian Child
Martian Child är en amerikansk långfilm från 2007 i regi av Menno Meyjes, med John Cusack, Bobby Coleman, Amanda Peet och Sophie Okonedo i rollerna. Filmen bygger på romanen The Martian Child av David Gerrold.

## Handling
Drama om en man som hittar en övergiven pojke, som tror att han är från mars,  i en låda.

## Rollista
| John Cusack        | – David     |
| Bobby Coleman      | – Dennis    |
| Amanda Peet        | – Harlee    |
| Sophie Okonedo     | – Sophie    |
| Joan Cusack        | – Liz       |
| Oliver Platt       | – Jeff      |
| Richard Schiff     | – Lefkowitz |
| Taya Calicetto     | – Esther    |
| David Kaye         | – Andy      |
| Braxton Bonneville | – Nicholas  |
| Samuel Charles     | – Jonas     |